# Brockhampton (Bringsty)
Brockhampton est une paroisse civile du Herefordshire, en Angleterre.